# Genitori cercasi
Genitori cercasi (North) è un film del 1994 diretto da Rob Reiner.

## Trama
North, undicenne stufo del fatto che i genitori non sembrino apprezzarlo nonostante i buoni voti a scuola, si emancipa legalmente da loro con l'aiuto di Winchell, un suo compagno di classe, che gli ha procurato un avvocato, Arthur. Il giudice impone però una scadenza a North, che dovrà trovare due genitori ideali entro la fine dell'estate altrimenti verrà messo in un orfanotrofio. Il bambino si mette quindi in giro per il mondo, "provando" diverse famiglie e diventando anche un idolo per molti coetanei che si affidano ad Arthur con lo stesso scopo, finché non decide di ritornare indietro; ciò suscita il risentimento dell'avvocato e di Winchell, che complottano per eliminarlo. Alla fine però si scopre che si era trattato solo di un brutto sogno di North, che si era addormentato nel centro commerciale, il suo "posto segreto".

## Produzione
A dare il volto a North è Elijah Wood, affiancato in molte scene da Bruce Willis che interpreta il suo angelo custode sotto varie identità. In un piccolo ruolo appare l'allora decenne Scarlett Johansson.

## Accoglienza

### Incassi
A fronte di un budget di 40 milioni di dollari, il film ne ha incassati solamente poco più di 12 milioni.

### Critica
Considerato uno dei peggiori film della storia, ha ricevuto recensioni prevalentemente negative.